# 马尔科姆·图克
马尔科姆·图克是BBC政治讽刺剧《幕后危机》中的反英雄式角色，由彼得·卡帕尔迪饰演 。他作为工党的通讯主任，先后服务于执政党和在野党；并且作为首相的首席执行官看管着手下的内阁大臣们。马尔科姆一开始作为次要角色登场，但随着身为主角的内阁大臣休‧亚伯特的演员被剧组辞退，故事的中心逐渐向马尔科姆身上倾斜。大篇幅的描绘了他如何给无能的社会事务部（DSA）也就是后期的社会事务及公民权利部（DoSaC）收拾烂摊子的情节。他也是该剧电影版《灵通人士》中出现的主演之一。

## 背景和个人生活
在剧中有非常明显的苏格兰口音和性格特征，私生活细节描绘不多。有关马尔科姆的家庭生活略显矛盾：在特别篇《Spinners and Losers》中他提到自己有个侄女；第三季他独自一人在办公室里度过了50岁生日；第四季独白时他提到自己既没有子女也没有朋友；不过马尔科姆一直戴着婚戒（也可能源于这个演员演戏的时候不爱摘婚戒的习惯）；他的办公室墙上挂着小孩儿的涂鸦；当他被迫辞职的时候，他家窗前闪过一个小男孩儿的身影（有可能是他的侄子）。
在英国喜剧指南里，马尔科姆的个人档案提到他已经与伴侣分手。在一段被删减的剧情中，新闻秘书官泰瑞(Terri)偷偷跟顾问奥利(Ollie)说：新闻主编Hewitt的现任女友（BBC卫生医疗通讯记者Kelly Grogan）在三个月前还是马尔科姆的女朋友。这也许能解释马尔科姆对Hewitt的满腔怒火部分来自私人恩怨。
在该剧开始前的时间线里，马尔科姆通过提前向媒体宣布当时的通讯主任史蒂夫·弗莱明即将辞职消息而逼迫他辞职，之后自己顺理成章的继任。剧中没有提到马尔科姆在就任唐宁街通讯主任之前的职务。不过有谣言声称他曾经是个记者，之后领悟到了人生的真谛而变成了现在的黑魔法媒体操控大师。

## 性格
整个威斯敏斯特的人们都畏惧着马尔科姆。任何给他或者政府造成难堪和麻烦的人都会经受一段源自他暴脾气的极具侮辱人天赋的脏话洗礼。他既要确保内阁大臣们都追随着政党的路线，又要操控舆论来进行政府危机公关。为达到目的，谣言、诽谤、极其暴力的口头威胁都是他削人不见血的利器。剧中社会事务及公民权利部的部长形容被马尔科姆吼是政客们必经的”走廊上的洗礼“，是来自“图克的亲切关怀“。
尽管马尔科姆脏话不离口，但是在第四季第6集面对调查团审问的时候，他的大段独白干净无瑕。整体来看，掩盖在他盛气凌人，反复无常的性格下面，马尔科姆或许实际上是一个极具智慧且目光长远的人。
休·亚伯特隐约用过擅长权术来描述诡计多端不择手段的马尔科姆。不过马尔科姆的所作所为大都为了顾全大局，例如普及党派政策；收拾不称职的大臣捅出的娄子。相比之下看起来人畜无害的Ollie精力却都放在自保和自谋好处上。
剧情暗示马尔科姆是个出身卑微自力更生的人，坚定的支持精英政治，全力的反对阶级歧视和裙带关系。于此相符的是他在剧中对待工人阶级角色的态度，既充满绅士风度又富有同情心，且绝不展示一点沾沾自喜的优越感。跟剧中其他角色对待酒店前台和竞选阵营中年轻人的态度截然不同。不过在电影版的设定中，马尔科姆又变成了缺乏同理心且胸无大志，仅想不顾一切保住自己饭碗的单薄角色。
他的名声在党内党外都远扬，接受调查团审讯时，调查员引用了各家媒体对他的描述：
”马尔科姆有着迅猛龙一般的物理形态和政治直觉。“ (卫报)
”图克的指令如纯酒精一般在威斯敏斯特的生命之源中流淌，所到之处杂菌荡然无存。“(每日电讯报)
”只要你跟图克有一下眼神接触，你直接就把他的五味缸给掀翻了。“ (泰晤士报)
”配了黑莓的伊阿古（奥赛罗中善于操纵他人的阴险反派）。“ (旁观者)

## 人物关系
马尔科姆是剧中四位“扭转大师”之一，其余的三位分别是卡尔·理查兹 (Tom Hollander 饰演), 史蒂夫·弗莱明(David Haig 饰演), 和 斯图尔特·皮尔森 (Vincent Franklin饰演)。前三位有着让内阁大臣和公务员们都闻风丧胆的名声。
卡尔·理查兹，外号“小混蛋”，或许是英国政界更变幻莫测咄咄逼人的一个角色。在他所属的党内以其传奇般的残忍和近乎精神变态的性格著称。卡尔在短暂的登场中，假借开除斯图尔特来恐吓他，无差别的暴怒呵斥了所有在场的员工。剧中卡尔和马尔科姆并没会面，但是在社会事务及公民权利部（DoSaC）数据缺失事件中，马尔科姆跟卡尔似乎关系很好且平日还时不时一起打网球。在一段删减的剧情中，尽管卡尔这样的狠角色可能会给他带来挑战和麻烦，马尔科姆还是声援卡尔在普选期间出任反对党的媒体战略指导。
史蒂夫·弗莱明，看起来似乎没有马尔科姆那么可怕（大概主要是是因为他不用脏话训人），然而实际上他在党内以溜须拍马欺下媚上的性格而臭名昭著（奥利曾经形容他患有强迫恶心别人神经症，"Obsessive Repulsive Disorder, ORC" 跟 强迫症 “Obsessive Compulsive Disorder, OCD" 对仗）。史蒂夫有轻微的精神失常倾向，前一秒还一脸猥琐和事佬的笑容，下一秒就可以翻脸不认人威胁恐吓对方。马尔科姆跟史蒂夫互为宿敌，恩怨始于前者逼迫后者在2003年辞职。史蒂夫短暂掌权后，以其人之道还治其人之身逼迫马尔科姆从党内辞职。然而仅离辞职不到一周，马尔科姆就设法重掌大权官复原职。
斯图尔特·皮尔森，虽然跟其他几个人一样有着恶劣的名声，但是大家并不怎么害怕他。既没道德准则也没有在政治圈子如鱼得水的能力，斯图尔特平时慢条斯理，说话轻声细语，用各种流行词和玩世不恭的态度来掩盖自己平庸的才智。次级大臣Fergus Williams曾抱怨听斯图尔特说话需要实时字幕。他有一套絮絮叨叨天马行空的管理方式，对待同事阴晴不定的交流方式，加之毫无知识储备支撑的傲慢让与他共事的人都十分鄙视他。马尔科姆毫不避讳他对斯图尔特的厌恶，给了他一个”一坨龌龊的烂泥“的评价。不过他俩也有暂搁对彼此的仇意，为了各自党派形象达成共识的时候，第三季第5集里电台访问环节听众质疑双方党派都接受了来自用血汗工厂赚钱的公司的捐款，俩人因此在走廊上进行抹黑大战之后决定还是不把事情闹大比较好，之后各自缄口不言打道回府。
马尔科姆对不称职的大臣和公务员几乎没有一点耐心，第四季结束时的自白中他提到自己并没有真正的朋友。大臣休‧亚伯特（Chris Langham 饰演）在他眼中只是个不了解民意且笨手笨脚的无能之辈，自己也早就厌烦了老给他收拾烂摊子。相比之下马尔科姆在对待休‧亚伯特的继任—妮可拉·莫瑞(Rebecca Front 饰演)时要温和很多。他曾称她是个”好人“，还试图帮她推行看起来并不现实的新政策（增加社会阶层的向上流动性）。但是他对妮可拉的那一点点尊重很快就被妮可拉成为反对党领袖后展现出的无能给磨灭了。此后不久马尔科姆密谋了一场政变逼迫她下台，说她就是一个浪费了肉体的鬼魂儿。尽管如此，他在事后的调查团审讯中表明他尊重妮可拉平时的为人。
尽管马尔科姆并没怎么把特别顾问奥利(Chris Addison 饰演)放在眼里，奥利在马尔科姆面前还是会适当收起自己的小聪明乖乖听话办事儿。他似乎有着想成为下一个马尔科姆的野心，但除了插科打诨外并没什么实际战略本领，工作中时常因为捅出篓子而挨马尔科姆的骂。奥利在剧中时常根据自己的利益更换效忠对象，第四季马尔科姆打算去警察局自首时让奥利帮自己打掩护，以便自己可以有尊严的离去，但奥利毫不犹豫地把他卖了。
高级特别顾问格伦(James Smith 饰演)对大臣休‧亚伯特忠心耿耿，后期效忠于妮可拉的时候也尽职尽责，是团队中少有的能展现出政治常识并提出靠谱建议的人。马尔科姆曾在他被别人轻视而小型精神崩溃后表示出安慰和同情，但格伦在后期背叛了自己的党派并且试图再次变节回马尔科姆所在一方时被马尔科姆断然拒绝，也因此失去了马尔科姆对他的尊重。
詹米·麦克唐纳(Paul Higgins 饰演)苏格兰人，身为媒体顾问的他是指责完马尔科姆后还能全身而退的少数人之一。詹米的暴脾气有时候比马尔科姆还吓人（电影版中曾形容他是”盛怒的苏格兰人“），当马尔科姆需要同时出现在两个地方收拾烂摊子时，他可以像野狗般奔赴现场以“小马尔科姆”的形象示人。尽管詹米是马尔科姆信赖的左右手，但他本人容易感情用事，没有长远的政治眼光和策略部署能力。在特别篇中，尽管支持首相竞选人汤姆是他和马尔科姆能保住饭碗的最大希望，詹米还是倒戈支持Cliff Lawton竞选首相，并且泄露了汤姆滥用抗忧郁药的消息。
朱利叶斯· 尼克尔森 (Alex MacQueen 饰演) 作为马尔科姆的另一个长期死敌，在其第三季被迫辞职时幸灾乐祸且有幕后推波助澜之嫌。然而马尔科姆的离去在党内造成了震荡，不少内阁大臣兽聚鸟散各奔东西，为了挽回颓败之局朱利叶斯给躺在沙发上百无聊赖的马尔科姆抛出了和解的橄榄枝，马尔科姆乘胜追击设局逼迫抢了自己饭碗的史蒂夫辞职，随后自己官复原职。
马尔科姆的秘书萨姆(Samantha Harrington 饰演)是剧中为数不多没被他削过的角色，马尔科姆待她很客气还曾试图保护她。第三季马尔科姆被迫辞职离开办公室的时候，看到萨姆在一片混乱中慌乱的流泪，毫不犹豫地前去骂跑围着她的公务员并安抚她的情绪。尽管不受雇于政党，萨姆在马尔科姆的党派选举失势后依旧担任他的秘书。她在后期调查团审讯中天天都出现在听众席中，见证了马尔科姆的事业走向终点。